# 데니스 스키너
데니스 에드워드 스키너(Dennis Edward Skinner, 1932년 2월 11일 ~ )는 영국의 정치인으로 1970년부터 2019년까지 총 49년간 볼소버 선거구의 국회의원(MP)직을 지냈다. 영국 노동당의 당원이다.
좌파적 견해를 가지면서 신랄한 언변을 가진 데니스 스키너는 노동당 의원단 중 하나인 사회주의자 의원단 소속에 있었다. 30년간 중간 잠깐의 안식년 외에는 쭉 노동당 국가행정위원회의 일원으로 활동하기도 했으며, 1988년에서 1989년 사이에는 국가행정위원회 의장이기도 하였다. 스키너는 영국 하원(서민원)에서 가장 오랜 임기를 지낸 의원 중 한명이자 노동당 의원 중 가장 긴 대수를 지낸 의원이다. 유럽회의주의를 주창하기도 한다.

## 생애

### 하원 당선 이전
스키너는 잉글랜드 더비셔주 클래이크로스에서 9남매 중 셋째로 태어났다. 아버지인 에드워드 (토니) 스키너는 탄광 노동자였으나 1926년 영국 총파업 시기 해고당했고 어머니인 루시는 청소부였다. 1942년 6월 스키너는 10세의 나이에 1년 빨리 일레븐 플러스(11+, 중학교 진학시험)을 합격하고 튭튼 홀 학교에 장학생으로 진학하였다. 1949년에는 파크하우스 탄광의 광산노동자로 일하기 시작했으나 1962년 파크하우스 공장이 문을 닫았다. 그 이후에는 볼소버에 있는 글래프월 탄광에 근무하기 시작했다. 1956년 스키너는 아마추어 걷기 대회인 셰필드 스타 워크 2위를 기록하였다.
1964년 32세 나이의 스키너는 전국 광산노동자 조합 더비셔 지역의 최연소 대표가 되었다. 광부로 20년간 근무했던 스키너는 1960년대 더비셔 주의회 의원과 클래이크로스 의원직에 선출되었다. 1967년에는 셰필드 대학교에서 전국 광산노동자 조합이 운영하는 학사과정을 마친 후 루스킨 대학에서 졸업하였다.

### 하원 의원 재직
1956년 스키너는 영국 노동당에 입당했다. 1969년 6월 5일에는 영국 하원 볼소버 지역구 예비후보에 선출되었다. 스키너는 1970년 영국 총선 당시 노동당의 텃밭이었던 볼소버 지역구에 출마하여 2019년 영국 총선 당시 영국 보수당의 마크 플레처 후보에게 패배하기 전까지 49년간 볼소버 지역구 의원으로 재임하였다.
스키너는 하원에서 공격적인 언사로 "볼소버의 괴수"(Beast of Bolsover)라는 별칭이 붙어졌다. 스키너는 이 별명이 1977년 보수당의 전 총리 앤서니 이든의 사망 후 하원에서 열린 추모토론회의 행동으로 붙여졌다며 당시를 회상하며 다음과 같이 말했다. "그들은 앤서니 이든의 업적에 대해 말하고 있을 때, 난 일어나서 광부들과 광산에서 중상을 입고 죽은 사람들, 그리고 미망인들에게 던져 준 200파운드에 대해 이야기했다. 그러자 야유가 쏟아지고 토리들(보수당원을 의미)은 모두 퇴장했으며 신문사에도 나오고 그중에는 더러 심한 일들도 있었다."

### 2019년 총선 패배 이후
2019년 영국 노동당 부대표 선거에서 리차드 버건을 지지하였다.
2020년 5월 6일에는 사회주의자 의원단의 명예대표로 취임하였다.
2020년 9월 롭 존슨이 작곡한 스키너에 대한 노래인 "토니 스키너스 래드"(Tony Skinner's Lad)가 아마존 다운로드 차트 1위를 기록하였다.

## 서민원 의원 중 사건

### 직무정지 처분
데니스 스키너는 의원 재직 시절 최소 10차례 직무정지 처분을 받았는데, 대부분의 사유가 상대 의원을 공격할 때 비의회적 언어 (욕설, 비꼬기 등)를 사용했다는 점이었다. 데니스 스키너가 직무정지 처분을 받았던 사례와 비의회적 발언을 했던 사례는 아래와 같다.
- 1980년 총리 질의 시간에 의회 관행에 반하는 질서 문제를 제기하려다 조지 토마스 당시 하원의장과 장시간 언쟁을 벌인 적이 있었다.[24]
- 1981년 노동당 출신인 조지 토마스 하원의장이 보수당을 위한 모금 행사에 참여했다고 비난했다.[25]
- 1984년 데이비드 오언 스코틀랜드 국민당 대표를 "건방진 새끼"(pompous sod)라고 비난하였다가 발언 철회 요구에 "건방진"(pompous)만 철회하겠다고 말하여 직무정지 처분을 받았다.[26] 이후 GCHQ (영국 정보기관) 직원의 노조 가입 금지 조치와 관련한 법원소송에서 정부 측이 승소한 것과 관련해 마거릿 대처 총리가 "판사에게 뇌물 먹였을 것"이라고 발언하여 다시 직무정지 처분을 받았다.[27]
- 1987년 노먼 테빗 전 무역산업장관이 본인의 재직 시절 민영화를 추진했던 브리티시 텔레콤의 이사직에 올라 대주주가 된 사실과 관련해 이해관계의 충돌로 이해한 노동당 동료 의원들과는 달리 "뒷주머니 챙겼다" (lining his pockets), "명예롭지 못하다" (dishonourable)는 소신 발언을  하였다.[28]
- 1992년 존 거머 농무장관을 향해 "쪼만한 딸보 장관" (a little squirt of a Minister), "마가렛 대처 콧잔등에 난 검은 사마귀 같은 놈"(a slimy wart on Margaret Thatcher's nose)이라 불렀다는 이유로 직무정지 처분을 받았다.[26]
- 1995년 존 메이저 내각이 영국의 탄광들을 팔아넘기기 위해 "작당모의"(crooked deal)를 하고 있다고 비난했단 이유로 직무정지 처분을 받았다.[26]
- 2005년, 지난 1980년대 보수당 정권 시절 경제성장을 놓고 "진짜로 성장한 건 '조지 그자식'이랑 나머지 보수당에게 돌아간 코카인 밀수"라 발언하여 직무정지 처분을 받았다. 이는 선데이 미러지에서 조지 오스본 신임 예비재무장관의 코카인 밀수 혐의를 보도한 것을 인용한 것이다. 다만 스키너 의원 본인은 뉴스 오브 더 월드의 보도를 보고 발언한 것이라고 밝혔다.[29]
- 2006년 앨런 하셀허스트 국회 부의장을 향해 테리사 메이의 발언을 "보수당이라서 봐 준다"고 비난하여 직무정지 처분을 받았다.[30]
- 2016년 데이비드 캐머런의 파나마 페이퍼스 명단에 포함되어 있다는 탈세 의혹과 관련하여 제대로 된 답을 해 주지 않는다며 "구라쟁이 데이브"(dodgy Dave)라고 발언했다.[31] 존 버코 의장은 '구라쟁이'라는 표현을 철회할 것을 요구하였으나 스키너 의원은 이를 거절하였고, 결국 버코 의장은 당일 회의 동안 강제퇴장 조치를 내렸다.[32][33] 2016년 7월 스키너 의원은 캐머론 총리에게 다시 한번 "구라쟁이 데이브"란 표현을 사용하였으나 이번에는 퇴장 조치가 내려지지 않았다.[34] 스키너 의원의 '구라쟁이 데이브'라는 말은 영국 언론과 소셜 매체에서 잠시 유행어가 되기도 했다.[35][36][37][38][39][40]

### 의회 개원식 발언
철저한 공화주의자인 스키너는 영국 의회 개원식 때마다 도발적인 발언을 던지는 관례를 이어나가기로 유명했다. 국왕을 대표하는 흑장관이 하원에 도착하여, "국왕께서 상원에서 열릴 연설을 위해 하원의원들을 소집해 달라고 명하셨습니다"고 요청하는 의식이 있는데, 그 때마다 흑장관을 향해 한 마디의 핀잔을 던지는 식이었다. 아래는 매 개원식때마다 했던 발언의 목록이다.
| 년도       | 발언                                                                        | 비고 |
| ---------- | --------------------------------------------------------------------------- | --- |
| 1987       | "여왕에게도 팔아보라 그래!"                                                 | 영국의 당시 재정 상황에 대한 언급. |
| 1988       | "저봐, 저기 장화 신은 고양이 온다!"                                         | 흑장관 존 기젤에게 한 말. |
| 1989       | "허, 옷차림 한번 끝내주네"                                                  | 흑장관 존 기젤에게 한 말. |
| 1990       | "내 장담컨대 저 사람 칼링 블랙 라벨 마실거야" "메기, 그대에게 종이 울리네." | 흑장관에게 한 말. 당시 인기있었던 광고를 언급하였다. 이어서 마거릿 대처의 총리직 사퇴를 염두에 둔 발언을 하였다. |
| 1992       | "여왕한테 세금 좀 내라 전해줘!"                                             | 당시 여왕에게도 소득세를 부과하라는 목소리를 염두에 둔 발언이다. |
| 1993       | "흑장관도 기본으로 돌아가지."                                               | 존 메이저 보수당 정부의 선거 운동 당시 나왔던 백 투 더 베이직(기본으로 돌아가자) 구호를 언급한 발언이다. |
| 1995, 1996 | "새 노동당, 새 흑장관!"                                                     | 당시 노동당의 선거 운동 구호였던 "새 노동당, 새 브리튼"을 패러디하는 동시에, 신임 흑장관으로 임명된 에드워드 존스 경을 향한 발언. |
| 1997       | "여왕 연설문 빌리러 오셨습니까"                                             | 흑장관에게 한 말. |
| 2000       | "가디언 좀 읽어 보라 전해줘!"                                               | 가디언 지는 당시 영국의 군주제 폐지 운동을 주장하였다. |
| 2001       | "쪼만한 게 어딜!"                                                           | 신임 흑장관인 마이클 윌콕 경에게 한 발언. |
| 2003       | "빗장 겁시다." "뒤에 있는 문 걸어 잠갔어?"                                  | 흑장관이 도착하자 스키너 의원이 마이클 마틴 하원의장에게 '빗장 걸기'를 요청하였는데, 여기서 빗장 걸기란 본회의 표결 시 늦게 도착한 의원들의 표결을 배제하기 위해 디비전 벨 (찬반 투표를 위해 한쪽에 줄을 서라는 시간 제한 알림)을 선언하고서 회의장 대문을 걸어잠그는 관행을 말한다. 의장에게 요청한 뒤에는 대문 쪽 여성 의원을 가리키며 "뒤에 있는 문 걸어 잠갔어?"라고 말하여 동료 의원들의 웃음을 샀으며, 마이클 마틴 의장 역시 비웃음으로 답했다. |
| 2004       | "암, 당신도 평소 하고 싶던 일이 있었을 텐데."                               | 흑장관에게 한 말. |
| 2005       | "이번엔 커밀라 데려 오셨나?"                                                | 엘리자베스 2세 여왕이 개원식에 왕실 구성원을 데려오는 관례를 염두에 두고 한 말. 그해 웨일스 공 찰스가 콘월 공작부인 카밀라와 결혼식을 올렸다. |
| 2006       | "헬렌 미렌 대기시켜놨어?"                                                   | 2006년 개봉한 영화인 더 퀸에서 엘리자베스 2세 역으로 출연한 헬렌 미렌에 대해 언급한 발언이다. |
| 2007       | "매는 누가 쐈을까요?"                                                       | 샌드링엄에서 보호받으며 키우고 있던 잿빛개구리매 2마리가 왕실 사유지 인근에서 총에 맞은 채 발견된 사건을 언급한 말이다. 이 사건으로 서식스 공작 해리과 해리 친구들은 경찰 조사를 받았다. |
| 2008       | "왕궁에 토리당 첩자 있나?"                                                  | 데미언 그린 보수당 의원이 과거 보수당 후보였던 내무성 공무원에게 기밀 정보를 받아 수사당해 체포된 사건을 언급한 발언이다. 이 때 흑장관은 "그리울 거에요, 데니스."라고 말해 다른 의원들의 웃음을 샀다. 2008년 의회 개원식에서 마이클 윌콕 흑장관이 마지막으로 활동하였다. |
| 2009       | "저기 왕실 예산 걸어온다."                                                  | 영국 의회 예산 스캔들에 대한 언급이다. |
| 2010       | "이번주는 왕실 임무 없다네."                                                | 당시 뉴스 오브 더 월드지에서 전 요크 공작부인 세라가 요크 공작 앤드루에게 사업가를 소개시켜 준다는 명목으로 현금을 수수받았다는 의혹 보도에 대해 언급한 말이다. |
| 2012       | "주빌리의 해, 더블딥 불황, 끝내주는 시작!"                                  | 영국 여왕의 60주년 기념식 행사(다이아몬드 주빌리)와 함께 영국이 2차 경기침체에 들어가고 있다는 의미에서 한 발언이다. 이 말에는 웃음과 함께 "부끄러운 줄 알아야지!"(Shame), "대망신이다!"(Absolute disgrace) 등의 고함도 오고갔다. |
| 2013       | "로열메일 팝니다. 여왕 머리 민영화합니다."                                  | 보수당-자유민주당 연립정부가 로열메일의 민영화를 추진하자, 최근에 사망하였던 마거릿 대처가 "여왕 머리까지 민영화 할 준비는 안 되어 있다"라고 말했던 것을 언급하면서 비꼬는 말이다. |
| 2014       | "연립정부의 마지막 발악."                                                   | 2015년 5월 열릴 총선을 앞두고 지난 11개월간의 캐머런-클레그 연립내각 및 마지막 국회 회기를 요약하며 언급한 말이다. |
| 2015       | (없음)                                                                      | 스키너는 나중에 언론에서 새로 선출된 스코틀랜드 국민당(SNP) 의원들이 자신이 늘 앉았던 관행적인 야당 맨 앞자리 좌석을 차지하는 걸 막느라 말도 안했다고 언급하였다. 데일리 텔레그래프와의 인터뷰에서는 "스코트 국민당이 맨 앞자리를 못 앉게 하느라 그랬습니다. 저는 6시 딱 되자마자 일어섰고 어제는 그래야만 했습니다."라고 말했다. |
| 2016       | "BBC에 손 떼!"                                                              | 정부의 BBC 국영화 관련 백서가 폭로된 것을 언급한 말이다. |
| 2017       | "자, 다들 스케이트 신으라고, 첫 경기가 2시 30분이래."                       | 그날 오후에 예정되었던 여왕의 왕실 경마에 참여한 것을 언급한 말이다. |
| 2019       | "아니, 난 안 갈건데."                                                       | 스키너는 이 날 여왕의 연설에 참여하지 않았다. |

## 영화
자신에 대한 영화로 2017년 개봉한 데니스 스키너: 네이처 오브 더 비스트가 있다.